# Епенверден
Епенверден (нім. Epenwöhrden) — громада в Німеччині, розташована в землі Шлезвіг-Гольштейн. Входить до складу району Дітмаршен. Складова частина об'єднання громад Міттельдітмаршен.
Площа — 13,52 км2. Населення становить 758 ос. (станом на 31 грудня 2020).

## Галерея

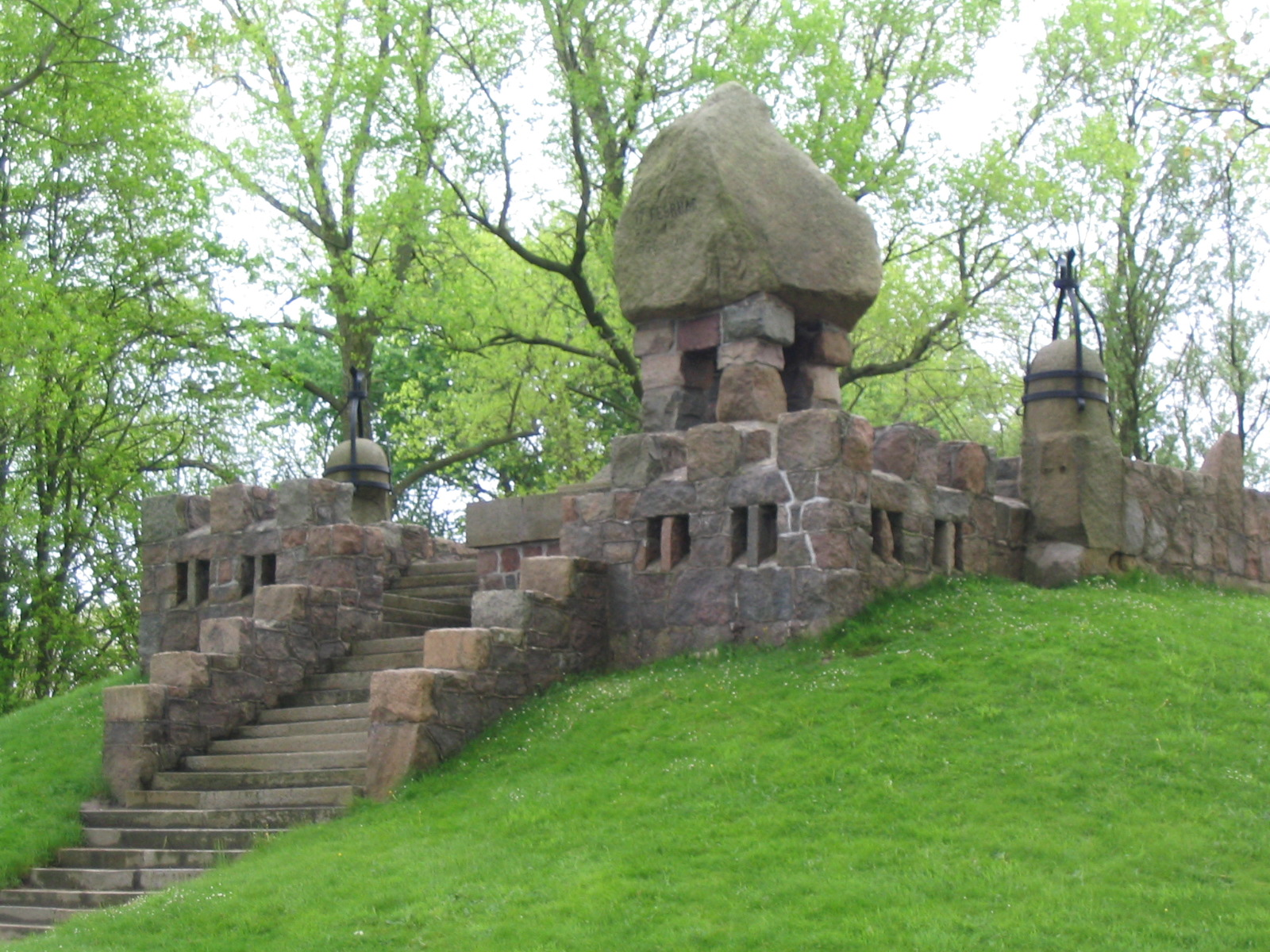